# Битка при Къзъл тепе
Битка при Къзъл Тепе е част от отбранителните действия на Действуващия Руски корпус на Кавказкия фронт по време на Руско-турската война (1877-1878).

## Оперативна обстановка
След битката при Зевин, Действуващия руски корпус се изтегля към държавната граница и поставя край на настъпателните действия на Кавказкия фронт. Инициативата преминава към османските сили. Ахмед Мухтар паша насочва силите на Ванския османски отряд към Ереванска губерния.

## Бойни действия
На 23 юни 1877 г. османските части разкъсват руската отбрана на Зорския проход и навлиза във вътрешността на Ереванска губерния. Настъплението се развива бавно. Атаката на 6 август срещу части на Ереванския отряд с командир генерал-лейтенант Арзас Тергукасов при Игдир е отбита.
Към средата на август са задвижени главните османски сили. С изненадващ удар през нощта на 13 август са овладени предните руски позиции при Башкадиклер и командната височина Къзъл тепе.
Руските загуби са 900 убити и ранени офицери и войници. Турски загуби са 1500 убити и ранени офицери и войници. С Битката при Къзъл тепе завършват отбранителните действия на Действуващия Руски корпус на Кавказкия фронт.